# Opisthograptis extincta
Opisthograptis extincta är en fjärilsart som beskrevs av Sterneck 1928. Opisthograptis extincta ingår i släktet Opisthograptis och familjen mätare. Inga underarter finns listade i Catalogue of Life.